# Maia Castro
Maia Castro   (Montevideo, 21 de març de 1980) és una cantant i compositora de tango uruguaiana.

## Biografia
Als 15 anys, Maia Castro va començar a participar en el carnaval de Montevideo com a intèrpret en la murga Antimurga BCG i després a La Mojigata.
El 2010 va ser convocada per l'Orquestra Filharmònica de Montevideo per formar part de l'espectacle «Tres mujeres para el tango», juntament amb Laura Canoura i Mónica Navarro.
Durant el 2015 va emprendre la qual ha estat fins al moment la seva última gira europea que l'ha portat per primer cop a Milà, ciutats alemanyes i al Festival de Tango de Finlàndia.

### Carrera professional
Va iniciar el seu projecte de solista el 2005, després d'haver format part de bandes de rock, pop i blues. En el seu segon de disc, van aparèixer per primera vegada milongas i tangos de la seva autoria. En el tercer disc, és autora de sis de les cançons que componen l'obra, algunes realitzades en col·laboració amb Federico Lima, integrant de la banda Socio. Les seves lletres tracten sobre temes universals, com l'amor i el desamor, però també aborden la temàtica contemporània, amb la veu de la dona actual. Segons Fourment, «les seves cançons estan carregades d'una actitud rockera i això modernitza al tango, fent-lo molt més accessible i despullant de prejudicis».
Com a intèrpret, ha inclòs en els seus discos tangos clàssics com «Volver», d'Alfredo Le Pera i Carlos Gardel. Però també, ha versionat cançons rockeres com «Al vacío» de NTVG i «La bestia pop» de Patricio Rey y sus Redonditos de Ricota.

## Discografia
- Maia Castro (2007).
- Lluvia inerte (2009).
- De saltos y otros vientos (2012).
- Milongas, tangos y otros vientos en vivo (2015).